# Фарне (острови)

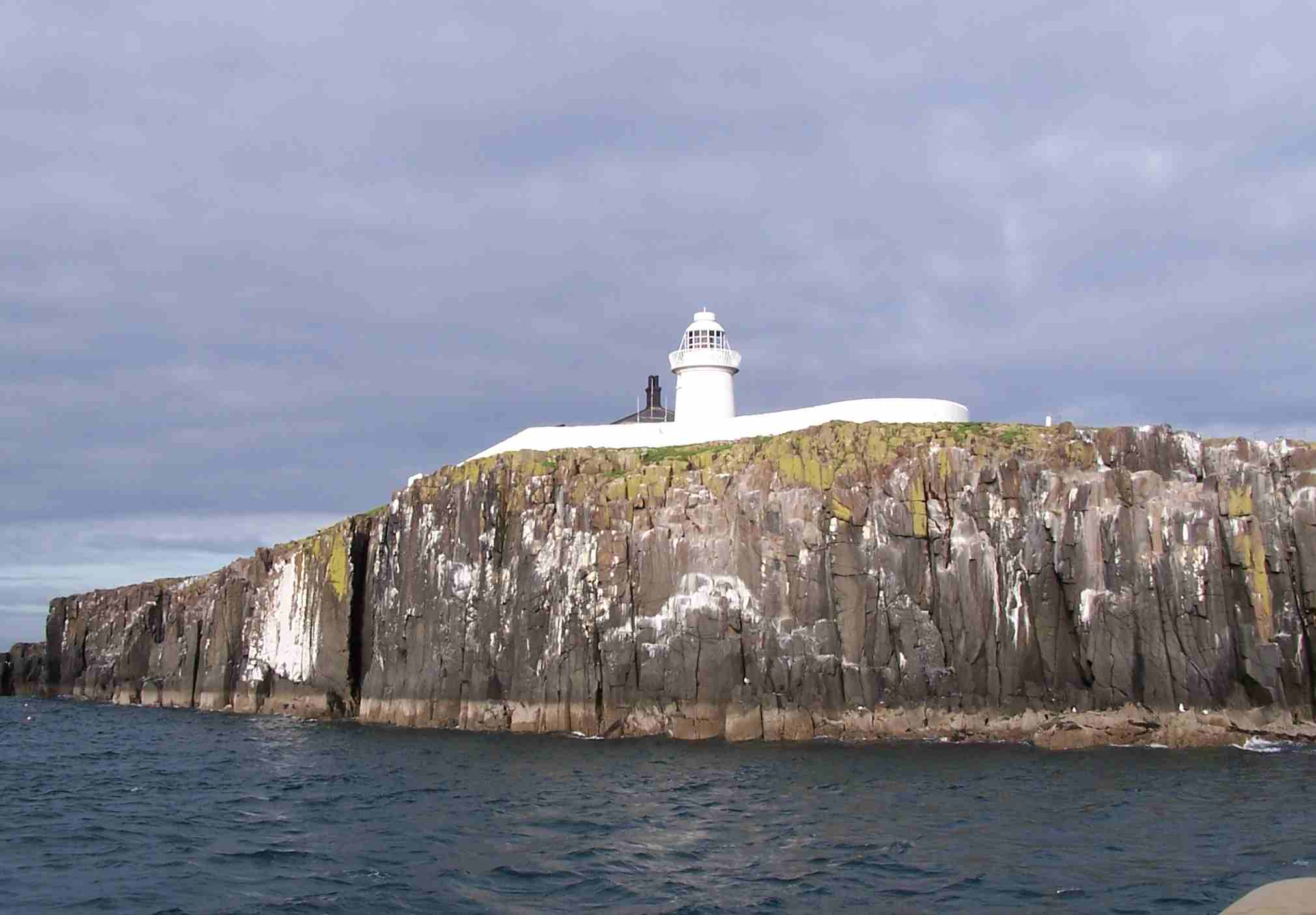
Внутрішній Фарне та його маяк

Острови Фарне (англ. Farne Islands) — невеликий архіпелаг біля узбережжя Нортумберленда, Англія. Архіпелаг налічує від 15 до 20 островів, залежно від стану приплива. Острови розкидані на відстані від 2,5 до 7,5 км від берега та розділені на дві групи, Внутішрню та Зовнішню, розділені протокою Стейпл. Найвища точка, на острові Внутрішній Фарне, 19 м над рівнем моря.

## Виноски
1. ↑  Путівник по [[Нортумберленд]]у. Архів оригіналу за 31 жовтня 2007. Процитовано 21 травня 2008. [Архівовано 2007-10-31 у Wayback Machine.]

| Велика Британія | Це незавершена стаття з географії Великої Британії. Ви можете допомогти проєкту, виправивши або дописавши її. |